# Allograpta funeralia
Allograpta funeralia är en tvåvingeart som först beskrevs av Hull 1944.  Allograpta funeralia ingår i släktet Allograpta och familjen blomflugor.
Artens utbredningsområde är Jamaica. Inga underarter finns listade i Catalogue of Life.